# Рекарей
Рекарей (порт. Recarei)  —  район (фрегезия) в Португалии,  входит в округ Порту. Является составной частью муниципалитета  Паредеш. По старому административному делению входил в провинцию Дору-Литорал. Входит в экономико-статистический  субрегион Тамега, который входит в Северный регион. Население составляет 4686 человек на 2001 год. Занимает площадь 14,9 км².
Покровителем района считается Дева Мария (порт. Maria). 

## История
Район основан в 1855 году